# Roemenië op de Olympische Zomerspelen 1972
Roemenië nam deel aan de Olympische Zomerspelen 1972 in München, West-Duitsland. In vergelijking met de vorige editie werd een gouden medaille minder behaald, maar daar stonden twee extra bronzen medailles tegenover.

## Medailleoverzicht
| Sport       | Olympiër | Onderdeel                 | Medaille |
| ----------- | --- | ------------------------- | -------- |
| Kanovaren   | Ivan Patzaichin | C-1 1000m (m)             | Goud     |
| Worstelen   | Gheorghe Berceanu | -52kg Grieks-Romeins (m)  | Goud     |
| Worstelen   | Gheorghe Berceanu | -100kg Grieks-Romeins (m) | Goud     |
| Atletiek    | Valeria Bufanu | 100m horden (v)           | Zilver   |
| Atletiek    | Argentinië Menis | discuswerpen (v)          | Zilver   |
| Boksen      | Ion Alexe | -91kg (m)                 | Zilver   |
| Kanovaren   | Serghei Covaliov Ivan Patzaichin | C-2 1000m (m)             | Zilver   |
| Kanovaren   | Atanase Sciotnic Roman Vartolomeu Aurel Vernescu Mihai Zafiu | K-4 1000m (m)             | Zilver   |
| Schietsport | Dan Iuga | 50m pistool               | Zilver   |
| Handbal     | Ștefan Birtalan Adrian Cosma Marin Dan Alexandru Dincă Cristian Gațu Gheorghe Gruia Roland Gunesch Gabriel Kicsid Ghiță Licu Cornel Penu Valentin Samungi Simion Schöbel Werner Stöckl Constantin Tudosie Radu Voina | mannen                    | Brons    |
| Kanovaren   | Viorica Dumitru Maria Nichiforov | K-2 500m (v)              | Brons    |
| Roeien      | Stefan Tudor Petre Ceapura Ladislau Lovrenschi | twee-met (m)              | Brons    |
| Schermen    | Ileana Gyulai-Drimba Ana Derșidan Ecaterina Iencic Olga Szabo-Orban | floret team (v)           | Brons    |
| Schietsport | Nicolae Rotaru | 50m geweer liggend        | Brons    |
| Worstelen   | Vasile Iorga | -82kg vrije stijl (m)     | Brons    |
| Worstelen   | Victor Dolipschi | +100kg Grieks-Romeins (m) | Brons    |

## Deelnemers en resultaten

### Atletiek
| Olympiër             | Discipline             | Resultaat | Prestatie |
| -------------------- | ---------------------- | --------- | --- |
| Gheorghe Ghipu       | 800m (m)               | 36e       | serie 5: 4de in 1.50,1 |
| Petre Lupan          | 1500m (m)              | 41e       | serie 3: 6de in 3.44,8 |
| Gheorghe Cefan       | 3000m steeplechase (m) | 15e       | serie 1: 4de in 8.33,8 |
| Carol Corbu          | verspringen (m)        | 25e       | kwalificatie groep A: 15de met 7,54m |
| Carol Corbu          | hink-stap-springen (m) | 4e        | kwalificatie groep A: 3de met 16,51m finale: 4de met 16,85m |
| Șerban Ioan          | hoogspringen (m)       | 16e       | kwalificatie groep A: 3de met 2,15m finale: 16de met 2,10m |
| Radu Gavrilaș        | tienkamp (m)           | 16e       | 100m: 30ste in 11,57 verspringen: 23ste met 6,90m kogelstoten: 29ste met 12,65m hoogspringen: 5de met 2,01m 400m: 26ste in 50,90 110m horden: 9de in 15,13 discuswerpen: 19de met 40,52m polsstokhoogspringen: 9de met 4,40m speerwerpen: 15de met 57,16m 1500m: 16de in 4.43,1 totaal: 7417 punten |
|                      |                        |           | |
| Ileana Silai         | 800m (v)               | 6e        | serie 4: 1ste in 2.01,42 halve finale 2: 3de in 2.01,85 finale: 6de in 2.00,04 |
| Valeria Bufanu       | 100m horden (v)        | 6e        | serie 2: 1ste in 12,94 halve finale 1: 1ste in 12,84 finale: 2de in 12,84 |
| Valeria Bufanu       | verspringen (v)        | DNF       | kwalificatie groep A: geen geldige poging |
| Elena Vintilă        | verspringen (v)        | 14e       | kwalificatie groep A: 4de met 6,30m finale: 14de met 6,13m |
| Viorica Viscopoleanu | verspringen (v)        | 7e        | kwalificatie groep B: 6de met 6,39m finale: 7de met 6,48m |
| Cornelia Popescu     | hoogspringen (v)       | 19e       | kwalificatie groep A: 11de met 1,76m finale: 19de met 1,76m |
| Roxana Vulescu       | hoogspringen (v)       | 35e       | kwalificatie groep B: 14de met 1,65m |
| Valentina Cioltan    | kogelstoten (v)        | 13e       | kwalificatie: 12de met 16,85m finale: 13de met 16,62m |
| Carmen Ionescu       | discuswerpen (v)       | 7e        | kwalificatie: 6de met 57,82m finale: 7de met 60,42m |
| Lia Manoliu          | discuswerpen (v)       | 9e        | kwalificatie: 9de met 55,88m finale: 9de met 58,50m |
| Argentina Menis      | discuswerpen (v)       | Zilver    | kwalificatie: 1ste met 61,58m (OR) finale: 2de met 65,06m |
| Marion Becker        | speerwerpen (v)        | 17e       | kwalificatie: 17de met 50,74m |
| Ileana Zörgö         | speerwerpen (v)        | DNF       | kwalificatie: 10de met 54,34m finale: geen geldige poging |
| Elena Vintilă        | vijfkamp (v)           | 20e       | 100m horden: 13de in 14,06 kogelstoten: 24ste met 10,62m hoogspringen: 10de met 1,68m verspringen: 7de met 6,27m 200m: 22ste in 25,20 totaal: 4199 punten |

### Boksen
| Olympiër           | Discipline  | Resultaat | Prestatie |
| ------------------ | ----------- | --------- | --- |
| Alexandru Turei    | -48kg (m)   | 17e       | 1ste ronde: V van ESP Rodriguez: 2-3 |
| Constantin Gruescu | -51kg (m)   | 9e        | 1ste ronde: vrij 2de ronde: W van TUR Sonunur: 5-0 3de ronde: V van CUB Rodríguez: 2-3                                                                   |
| Marin Lazar        | -54kg (m)   | 9e        | 1ste ronde: vrij 2de ronde: W van TAN Bitegeko: 5-0 3de ronde: V van URS Solomin: 1-4                                                                    |
| Gabriel Pometcu    | -57kg (m)   | 5e        | 1ste ronde: W van NOR Dag Stromme: knock-out 2de ronde: W van CUB Palacios: 4-1 3de ronde: W van GDR Bachfeld: 5-0 kwartfinale: V van URS Kuznetsov: 1-4 |
| Antoniu Vasile     | -60kg (m)   | 9e        | 1ste ronde: vrij 2de ronde: W van NGR Abayomi: knock-out 3de ronde: V van KOR Kim: knock-out                                                             |
| Calistrat Cuțov    | -63,5kg (m) | 9e        | 1ste ronde: W van UGA Muruli: 4-1 2de ronde: V van THA Buntoe: knock-out                                                                                 |
| Victor Zilberman   | -67kg (m)   | 33e       | 1ste ronde: V van UGA Jackson: 2-3 |
| Ion Györfi         | -71kg (m)   | 17e       | 1ste ronde: vrij 2de ronde: V van GDR Tiepold: 1-4 |
| Alec Năstac        | -75kg (m)   | 17e       | 1ste ronde: V van CUB Montoya: knock-out |
| Marian Culineac    | -81kg (m)   | 9e        | 1ste ronde: W van JAM Wright: 5-0 2de ronde: V van ARG Angel Cuello: knock-out                                                                           |
| Ion Alexe          | +81kg (m)   | Zilver    | 1ste ronde: W van HUN Reder: 5-0 kwartfinale: W van GDR Fanghänel: 5-0 halve finale: W van SWE Thomsén: 5-0 finale: V van CUB Stevenson: walk-over       |

### Gewichtheffen
| Olympiër     | Discipline | Resultaat | Prestatie                                                                              |
| ------------ | ---------- | --------- | -------------------------------------------------------------------------------------- |
| Ion Hortopan | -52kg (m)  | 8e        | drukken: 8ste met 97,5kg trekken: 4de met 95kg stoten: 9de met 117,5kg totaal: 310kg   |
| Victor Rusu  | -52kg (m)  | 11e       | drukken: 15de met 105kg trekken: 14de met 95kg stoten: 9de met 132,5kg totaal: 332,5kg |

### Handbal
| Olympiër | Discipline | Resultaat | Prestatie |
| --- | ---------- | --------- | --- |
| Ștefan Birtalan Adrian Cosma Marin Dan Alexandru Dincă Cristian Gațu Gheorghe Gruia Roland Gunesch Gabriel Kicsid Ghiță Licu Cornel Penu Valentin Samungi Simion Schöbel Werner Stöckl Constantin Tudosie Radu Voina | mannen     | Brons     | groep C: 1ste W van Noorwegen: 18-14 W van Spanje: 15-12 W van Bondsrepubliek Duitsland: 13-11 groep II: 2de W van Hongarije: 20-14 V van Joegoslavië: 13-14 bronzen finale: W van DDR: 19-16 |

| Groep C |                          |             |             |             |             |            |            |            |        |
| #       | Land                     | Wedstrijden | Wedstrijden | Wedstrijden | Wedstrijden | Doelpunten | Doelpunten | Doelpunten | Punten |
| #       | Land                     | G           | W           | G           | V           | V          | T          | Saldo      | Punten |
| 1       | Roemenië                 | 3           | 3           | 0           | 0           | 46         | 37         | +9         | 6      |
| 2       | Bondsrepubliek Duitsland | 3           | 1           | 1           | 1           | 39         | 38         | +1         | 3      |
| 3       | Noorwegen                | 3           | 1           | 1           | 1           | 48         | 50         | -2         | 3      |
| 4       | Spanje                   | 3           | 0           | 0           | 3           | 39         | 47         | -8         | 0      |

| Ronde       | Datum   | Plaats   | Land  | Score                    | Land |
| ----------- | ------- | -------- | ----- | ------------------------ | ---- |
| Groepsfase  |         |          |       |                          |      |
| 30 augustus | München | Roemenië | 18-14 | Noorwegen                |      |
| 1 september | München | Roemenië | 15-12 | Spanje                   |      |
| 3 september | München | Roemenië | 13-11 | Bondsrepubliek Duitsland |      |

| Groep II |                          |             |             |             |             |            |            |            |        |
| #        | Land                     | Wedstrijden | Wedstrijden | Wedstrijden | Wedstrijden | Doelpunten | Doelpunten | Doelpunten | Punten |
| #        | Land                     | G           | W           | G           | V           | V          | T          | Saldo      | Punten |
| 1        | Joegoslavië              | 3           | 3           | 0           | 0           | 56         | 44         | +12        | 6      |
| 2        | Roemenië                 | 3           | 2           | 0           | 1           | 46         | 39         | +7         | 4      |
| 3        | Bondsrepubliek Duitsland | 3           | 1           | 0           | 2           | 43         | 51         | -8         | 2      |
| 4        | Hongarije                | 3           | 0           | 0           | 3           | 44         | 55         | -11        | 0      |

| Ronde          | Datum   | Plaats   | Land  | Score       | Land |
| -------------- | ------- | -------- | ----- | ----------- | ---- |
| Groepsfase     |         |          |       |             |      |
| 6 september    | München | Roemenië | 20-14 | Hongarije   |      |
| 8 september    | München | Roemenië | 13-14 | Joegoslavië |      |
| bronzen finale |         |          |       |             |      |
| 10 september   | München | DDR      | 16-19 | Roemenië    |      |

### Kanovaren
| Olympiër                                                     | Discipline    | Resultaat | Prestatie                                                                           |
| ------------------------------------------------------------ | ------------- | --------- | ----------------------------------------------------------------------------------- |
| Ivan Patzaichin                                              | C-1 1000m (m) | Goud      | serie 2: 6de in 6.34,65 halve finale: 1ste in 4.11,90 finale: 1ste in 4.08,94       |
| Serghei Covaliov Ivan Patzaichin                             | C-2 1000m (m) | Zilver    | serie 2: 1ste in 4.09,21 halve finale 2: 1ste in 3.51,43 finale: 2de in 3.52,63     |
| Ion Dragulschi                                               | K-1 1000m (m) | 12e       | serie 3: 4de in 4.04,17 herkansingen: 2de in 4.01,40 halve finale 2: 4de in 3.58,25 |
| Coştel Cosniţǎ Vasile Simiocenco                             | K-2 1000m (m) | 5e        | serie 3: 2de in 3.43,33 halve finale 2: 2de in 3.34,60 finale: 5de in 3.35,66       |
| Atanase Sciotnic Roman Vartolomeu Aurel Vernescu Mihai Zafiu | K-4 1000m (m) | Zilver    | serie 1: 1ste in 3.16,15 halve finale 1: 1ste in 3.09,98 finale: 2de in 3.15,07     |
|                                                              |               |           |                                                                                     |
| Maria Nichiforov                                             | K-1 500m (v)  | 6e        | serie 1: 3de in 2.12,27 halve finale 2: 2de in 2.05,23 finale: 6de in 2.07,13       |
| Viorica Dumitru Maria Nichiforov                             | K-2 500m (v)  | Brons     | serie 2: 1ste in 1.59,59 finale: 3de in 1.55,01                                     |

### Moderne vijfkamp
| Olympiër                                        | Discipline      | Resultaat | Prestatie |
| ----------------------------------------------- | --------------- | --------- | --- |
| Marian Cosmescu                                 | individueel (m) | 38e       | paardensport: 20ste met 1045 punten schermen: 46ste met 23 overwinningen schietsport: 33ste met 186 punten zwemmen: 42ste in 3.54,7 atletiek: 51ste in 14.26,8 totaal: 4490 punten   |
| Adalbert Covaci                                 | individueel (m) | 48e       | paardensport: 55ste met 815 punten schermen: 53ste met 19 overwinningen schietsport: 45ste met 181 punten zwemmen: 4de in 3.28,5 atletiek: 30ste in 13.53,1 totaal: 4381 punten      |
| Dumitru Spîrlea                                 | individueel (m) | 23e       | paardensport: 33ste met 975 punten schermen: 21ste met 31 overwinningen schietsport: 4de met 195 punten zwemmen: 47ste in 4.02,6 atletiek: 41ste in 14.10,7 totaal: 4754 punten      |
| Marian Cosmescu Adalbert Covaci Dumitru Spîrlea | team (m)        | 12e       | paardensport: 16de met 2835 punten schermen: 15de met 2080 punten schietsport: 6de met 2560 punten zwemmen: 10de met 3132 punten atletiek: 16de met 3048 punten totaal: 13655 punten |

### Roeien
| Olympiër                                              | Discipline      | Resultaat | Prestatie                                                                                                   |
| ----------------------------------------------------- | --------------- | --------- | --- |
| Ilie Oantă Dumitru Grumezescu                         | twee-zonder (m) | 6e        | serie 1: 2de in 7.28,03 herkansingen: 1ste in 7.30,45 halve finale 1: 3de in 7.47,77 finale: 6de in 7.42,90 |
| Ștefan Tudor Petre Ceapura Ladislau Lovrenschi        | twee-met (m)    | Brons     | serie 1: 3de in 7.47,98 herkansingen: 1ste in 8.08,34 halve finale 2: 3de in 8.10,89 finale: 3de in 7.21,36 |
| Emeric Tuşa Adalbert Agh Mihai Naumencu Francisc Papp | vier-zonder (m) | 5e        | serie 1: 1ste in 6.49,11 halve finale 2: 1ste in 7.12,50 finale: 5de in 6.35,60                             |

### Schermen
| Olympiër                                                                         | Discipline      | Resultaat | Prestatie |
| -------------------------------------------------------------------------------- | --------------- | --------- | --- |
| Costică Bărăgan                                                                  | degen (m)       | 34e       | 1ste ronde groep 7: 3de W van GDR Melzig: 5-3 V van FRA Jeanne: 1-5 W van NOR Normann: 5-4 W van ARG Feraud: 5-3 W van LIB Darricau: 5-3 2de ronde groep 2: 5de V van FIN Hurme: 4-5 V van HUN Fenyvesi: 4-5 V van URS Paramanov: 1-5 V van ARG Vergara: 2-5 W van GBR Johnson: 5-2 |
| Alexandru Istrate                                                                | degen (m)       | 28e       | 1ste ronde groep 6: 4de V van NOR von Krogh: 4-5 V van AUT Losert: 2-5 V van ARG Saucedo: 1-5 W van LIB Sleiman: 5-1 W van GBR Bourne: 5-2 2de ronde groep 4: 4de V van HUN Schmitt: 4-5 V van SUI Giger: 3-5 V van USA Netburn: 2-5 W van GDR Schulze: 5-1 W van POL Janikowski: 5-2 |
| Anton Pongratz                                                                   | degen (m)       | 4e        | 1ste ronde groep 11: 3de V van HUN Schmitt: 0-5 W van SWE Jönsson: 5-3 V van MEX Calderón: 4-5 W van CAN Obst: 5-3 W van AUT Müller: 5-2 2de ronde groep 7: 3de V van FRA Brodin: 2-5 V van FRG Hehn: 3-5 W van MON Seneca: 5-1 W van GBR Paul: 5-2 V van ITA Francesconi: 3-5 kwartfinale 1: 1ste V van POL Gonsior: 4-5 W van URS Paramonov: 5-3 W van AUT Trost: 5-3 V van FRA Brodin: 4-5 W van HUN Schmitt: 5-2 halve finale 2: 1ste W van POL Janikowski: 5-4 W van FRA Ladègaillerie: 5-4 W van HUN Fenyvesi: 5-2 V van URS Valetov: 1-5 W van URS Kriss: 5-2 finale groep: 4de V van HUN Fenyvesi: 1-5 V van HUN Kulcsár: 3-5 W van FRA Ladègaillerie: 5-3 W van SWE Edling: 5-3 W van FRA Brodin: 5-4 |
| Constantin Duțu Costică Bărăgan Anton Pongratz Alexandru Istrate Nicolae Iorgu   | degen team (m)  | 5e        | 1ste ronde groep 5: 1ste G van Verenigde Staten: 8-8 W van DDR: 11-5 W van Argentinië: 13-3 2de ronde: vrij kwartfinale: V van Zwitserland: 2-9 |
| Ștefan Haukler                                                                   | floret (m)      | 24e       | 1ste ronde groep 5: 2de W van AUS Benko: 5-2 V van POL Woyda: 4-5 V van AUT Losert: 3-5 W van CUB Salvat: 5-2 V van LIB Darricau: 5-3 2de ronde groep 2: 4de V van URS Denisov: 1-5 V van GBR Paul: 2-5 V van POL Koziejowski: 1-5 W van CUB Gil: 5-2 W van AUS Simon: 5-1 kwartfinale 4: 6de V van FRG Wessel: 3-5 V van FRA Noël: 1-5 V van URS Stankovich: 1-5 V van JPN Uehara: 4-5 W van ITA Granieri: 5-4 |
| Tănase Mureșanu                                                                  | floret (m)      | 28e       | 1ste ronde groep 3: 4de V van JPN Uehara: 3-5 V van HUN Kamuti: 2-5 V van ARG Saucedo: 4-5 W van FRG Hein: 5-4 W van GRE Vgenopoulos: 5-4 W van LIB Sleiman: 5-1 2de ronde groep 4: 5de W van HUN Kamuti: 5-3 V van URS Koteshev: 1-5 V van FRA Noël: 2-5 V van FRG Reichert: 2-5 W van AUT Losert: 5-4 |
| Mihai Țiu                                                                        | floret (m)      | 4e        | 1ste ronde groep 8: 1ste W van TCH Koukal: 5-0 W van ARG Vergara: 5-1 W van USA Borack: 5-1 W van CAN Conyd: 5-0 V van JPN Serizawa: 1-5 2de ronde groep 6: 2de W van URS Stankovich: 5-3 W van ARG Saucedo: 5-4 W van JPN Nakajima: 5-3 W van ISR Weisenstein: 5-0 V van USA Freeman: 4-5 kwartfinale 1: 2de W van FRA Revenu: 5-4 W van POL Dąbrowski: 5-4 W van CUB Jhons: 5-2 W van FRG Reichert: 5-2 V van GBR Paul: 4-5 halve finale 2: 3de V van FRA Noël: 2-5 W van URS Denisov: 5-2 W van FRG Wessel: 5-4 W van FRA Talvard: 5-1 V van POL Koziejowski: 4-5 finale: 4de V van HUN Kamuti: 4-5 W van FRA Noël: 5-4 W van POL Dąbrowski: 5-1 V van URS Denisov: 3-5 V van POL Woyda: 0-5                |
| Iuliu Falb Ștefan Haukler Mihai Țiu Tănase Mureșanu Aurel Ștefan                 | floret team (m) | 7e        | 1ste ronde groep 4: 2de V van Hongarije: 7-8 W van Libanon: 9-7 W van Canada: 16-0 kwartfinale: V van Frankrijk: 6-9 5-8ste plek: 3de V van DDR: 3-9 |
| Iosif Budahazi                                                                   | sabel (m)       | 9e        | 1ste ronde groep 6: 4de V van FRA Bonnissent: 3-5 V van AUT Brandstätter: 4-5 V van POL Nowara: 2-5 W van SUI Mohos: 5-1 2de ronde groep 1: 3de V van HUN Kovács: 3-5 V van ITA Rigoli: 2-5 W van USA Morales: 5-2 W van BUL Lipchev: 5-0 W van CUB de la Torre: 5-3 kwartfinale 3: 3de V van HUN Marót: 4-5 W van POL Nowara: 5-4 V van URS Sidyak: 2-5 W van FRA Bena: 5-0 W van USA Orban: 5-1 halve finale 1: 5de V van URS Nazlymov: 2-5 V van HUN Marót: 0-5 W van ITA Maffei: 5-4 V van POL Pawłowski: 0-5 |
| Dan Irimiciuc                                                                    | sabel (m)       | 16e       | 1ste ronde groep 4: 1ste W van FRG Convents: 5-0 W van GBR Oldcorn: 5-1 W van ARG Saucedo: 5-2 W van LIB Darricau: 5-2 V van BUL Lipchev: 4-5 W van LIB Sleiman: 5-1 2de ronde groep 5: 3de V van URS Sidyak: 3-5 W van USA Apostol: 5-3 W van NED Ham: 5-3 W van MEX Alva: 5-2 V van FRA Vallée: 3-5 kwartfinale 4: 4de V van ITA Maffei: 3-5 W van FRA Vallée: 5-1 V van FRG Wischeidt: 2-5 V van HUN Pézsa: 4-5 |
| Constantin Nicolae                                                               | sabel (m)       | 36e       | 1ste ronde groep 5: 2de V van HUN Kovács: 2-5 W van MEX Alva: 5-0 W van ARG Lúpiz: 5-1 W van GBR Cohen: 5-1 V van FRG Wischeidt: 3-5 2de ronde groep 6: 6de V van HUN Marót: 0-5 W van BUL Stavrev: 5-4 V van FRA Bonnissent: 4-5 V van POL Nowara: 1-5 W van GBR Deanfield: 5-1 |
| Dan Irimiciuc Iosif Budahazi Gheorghe Culcea Constantin Nicolae Octavian Vintilă | sabel team (m)  | 4e        | 1ste ronde groep 1: 2de V van Hongarije: 3-9 W van Bulgarije: 11-5 kwartfinale: W van Frankrijk: 9-4 halve finale: V van Italië: 7-9 bronzen finale: V van Hongarije: 7-8 |
|                                                                                  |                 |           | |
| Ileana Gyulai                                                                    | floret (v)      | 15e       | 1ste ronde groep 5: 2de V van URS Gorokhova: 2-4 W van AUT Radlingmaier: 4-2 W van ITA Lorenzoni: 4-1 W van CAN Hennyey: 4-3 kwartfinale 3: 4de V van HUN Farkasinszky-Bóbis: 0-4 W van TCH Ráczová: 4-1 W van ITA Lorenzoni: 4-1 W van CUB Rodríguez: 4-3 V van URS Zabelina: 1-4ccwx |
| Olga Orban-Szabo                                                                 | floret (v)      | 26e       | 1ste ronde groep 2: 4de V van FRG Broniecki: 0-4 V van HUN Rejtő-Sági: 1-4 W van GBR Green: 4-2 W van CUB Esther García: 4-1 |
| Ana Pascu                                                                        | floret (v)      | 27e       | 1ste ronde groep 3: 4de V van HUN Farkasinszky-Bóbis: 1-4 W van FRA Dumont-Gapais: 4-2 V van BEL Lecomte: 1-4 W van AUT Hradez: 4-2 |
| Ileana Gyulai-Drimba Ana Derșidan Ecaterina Iencic Olga Szabo-Orban              | floret team (v) | Brons     | 1ste ronde groep 1: 1ste W van Frankrijk: 8-7 W van Groot-Brittannië: 9-7 kwartfinale: W van DDR: 8-6 halve finale: V van Sovjet-Unie: 4-9 bronzen finale: W van Italië: 9-7 |

### Schietsport
| Olympiër          | Discipline              | Resultaat | Prestatie                           |
| ----------------- | ----------------------- | --------- | ----------------------------------- |
| Nicolae Rotaru    | 50m geweer 3 houdingen  | 8e        | 1148 punten: (397-390-361)          |
| Petre Șandor      | 50m geweer 3 houdingen  | 20e       | 1139 punten: (387-383-369)          |
| Ilie Codreanu     | 50m geweer liggend      | 53e       | 590 punten: (99-99-96-100-98-980)   |
| Nicolae Rotaru    | 50m geweer liggend      | Brons     | 598 punten: (100-100-100-99-100-99) |
| Petre Șandor      | 300m geweer 3 houdingen | 21e       | 1127 punten: (385-383-359)          |
| Eugen Satală      | 300m geweer 3 houdingen | 28e       | 1102 punten: (382-369-351)          |
| Dan Iuga          | 50m pistool             | Zilver    | 562 punten: (93-92-92-95-96-94)     |
| Dan Iuga          | 25m snelvuurpistool     | 12e       | 589 punten: (198-196-195)           |
| Ion Tripșa        | 25m snelvuurpistool     | 25e       | 582 punten: (197-198-187)           |
| Lucian Cojocaru   | skeet                   | 15e       | 191 punten                          |
| Gleb Pintilie     | skeet                   | 23e       | 190 punten                          |
| Ion Dumitrescu    | trap                    | 30e       | 183 punten                          |
| Gheorghe Florescu | trap                    | 14e       | 190 punten                          |

### Schoonspringen
| Olympiër           | Discipline    | Resultaat | Prestatie                          |
| ------------------ | ------------- | --------- | ---------------------------------- |
| Ion Ganea          | 3m plank (m)  | 21e       | voorronde: 21ste met 325,17 punten |
| Ion Ganea          | 10m toren (m) | 25e       | voorronde: 25ste met 265,83 punten |
| colspan=43         |               |           |                                    |
| Melania Decuseară  | 3m plank (v)  | 27e       | voorronde: 27ste met 232,02 punten |
| Sorana Prelipceanu | 3m plank (v)  | 21e       | voorronde: 21ste met 242,61 punten |
| Melania Decuseară  | 10m toren (v) | 16e       | voorronde: 16de met 182,82 punten  |

### Turnen
| Olympiër                                                                                       | Discipline               | Resultaat | Prestatie |
| ---------------------------------------------------------------------------------------------- | ------------------------ | --------- | --- |
| Mircea Gheorghiu                                                                               | individuele meerkamp (m) | 63e       | kwalificatie: 63ste vloer: 60ste met 17,45 punten sprong: 54ste met 18,00 punten brug: 71ste met 17,70 punten rekstok: 81ste met 17,10 punten ringen: 77ste met 16,95 punten paard voltige: 39ste met 17,80 punten totaal: 105,00 punten |
| Dan Grecu                                                                                      | individuele meerkamp (m) | 32e       | kwalificatie: 34ste vloer: 50ste met 17,70 punten sprong: 23ste met 18,40 punten brug: 52ste met 18,05 punten rekstok: 56ste met 17,70 punten ringen: 20ste met 18,50 punten paard voltige: 41ste met 17,75 punten totaal: 108,10 punten finale: 32ste vloer: 19de met 9,10 punten sprong: 20ste met 9,20 punten brug: 23ste met 9,20 punten rekstok: 35ste met 9,00 punten ringen: 23ste met 9,20 punten paard voltige: 24ste met 9,10 punten totaal: 108,85 punten |
| Petre Mihăiuc                                                                                  | individuele meerkamp (m) | 9e        | kwalificatie: 30ste vloer: 23ste met 18,40 punten sprong: 15de met 18,55 punten brug: 38ste met 18,25 punten rekstok: 35ste met 18,15 punten ringen: 33ste met 18,10 punten paard voltige: 38ste met 17,85 punten totaal: 109,30 punten finale: 34ste vloer: 15de met 9,15 punten sprong: 36ste met 8,85 punten brug: 31ste met 9,05 punten rekstok: 33ste met 9,25 punten ringen: 27ste met 9,15 punten paard voltige: 35ste met 8,55 punten totaal: 108,65 punten  |
| Nicolae Oprescu                                                                                | individuele meerkamp (m) | 67e       | kwalificatie: 67ste vloer: 23ste met 18,40 punten sprong: 30ste met 18,30 punten brug: 109de met 16,10 punten rekstok: 60ste met 17,60 punten ringen: 37ste met 18,05 punten paard voltige: 83ste met 16,15 punten totaal: 104,60 punten |
| Gheorghe Păunescu                                                                              | individuele meerkamp (m) | 42e       | kwalificatie: 42ste vloer: 25ste met 18,35 punten sprong: 20ste met 18,45 punten brug: 63ste met 17,80 punten rekstok: 60ste met 17,60 punten ringen: 61ste met 17,45 punten paard voltige: 52ste met 17,60 punten totaal: 107,25 punten |
| Constantin Petrescu                                                                            | individuele meerkamp (m) | 74e       | kwalificatie: 74ste vloer: 80ste met 17,05 punten sprong: 79ste met 17,80 punten brug: 78ste met 17,50 punten rekstok: 26ste met 18,40 punten ringen: 77ste met 16,95 punten paard voltige: 86ste met 16,00 punten totaal: 103,70 punten |
| Petre Mihăiuc Dan Grecu Gheorghe Păunescu Mircea Gheorghiu Nicolae Oprescu Constantin Petrescu | meerkamp team (m)        | 7e        | vloer: 7de met 90,30 punten sprong: 7de met 91,70 punten brug: 12de met 89,50 punten rekstok: 8ste met 89,75 punten ringen: 9de met 89,10 punten paard voltige: 8ste met 88,55 punten totaal: 538,90 punten |
|                                                                                                |                          |           | |
| Elena Ceampelea                                                                                | individuele meerkamp (v) | 22e       | kwalificatie: 18de vloer: 8ste met 18,90 punten sprong: 33ste met 18,10 punten brug: 42ste met 18,15 punten balk: 22ste met 17,90 punten totaal: 73,05 punten finale: 22ste vloer: 7de met 9,55 punten sprong: 13de met 9,40 punten brug: 24ste met 9,25 punten balk: 33ste met 8,65 punten totaal: 73,375 punten |
| Alina Goreac                                                                                   | individuele meerkamp (v) | 31e       | kwalificatie: 30ste vloer: 23ste met 18,35 punten sprong: 21ste met 18,25 punten brug: 31ste met 18,40 punten balk: 50ste met 17,25 punten totaal: 72,25 punten finale: 31ste vloer: 20ste met 9,35 punten sprong: 18de met 9,35 punten brug: 31ste met 8,70 punten balk: 16de met 9,30 punten totaal: 72,825 punten |
| Anca Grigoraș                                                                                  | individuele meerkamp (v) | 29e       | kwalificatie: 31ste vloer: 13de met 18,50 punten sprong: 52ste met 17,75 punten brug: 47ste met 18,05 punten balk: 27ste met 17,80 punten totaal: 72,10 punten finale: 29ste vloer: 23ste met 9,30 punten sprong: 23ste met 9,30 punten brug: 27ste met 9,20 punten balk: 30ste met 9,00 punten totaal: 72,850 punten |
| Paula Ioan                                                                                     | individuele meerkamp (v) | 56e       | kwalificatie: 67ste vloer: 26ste met 18,25 punten sprong: 22ste met 18,25 punten brug: 74ste met 17,30 punten balk: 47ste met 17,30 punten totaal: 71,10 punten |
| Marcela Păunescu                                                                               | individuele meerkamp (v) | 55e       | kwalificatie: 42ste vloer: 53ste met 17,80 punten sprong: 56ste met 17,70 punten brug: 54ste met 17,85 punten balk: 54ste met 17,15 punten totaal: 70,50 punten |
| Elisabeta Turcu                                                                                | individuele meerkamp (v) | 44e       | kwalificatie: 74ste vloer: 47ste met 17,85 punten sprong: 35ste met 18,05 punten brug: 42ste met 18,15 punten balk: 54ste met 17,15 punten totaal: 71,20 punten |
| Elena Ceampelea Alina Goreac Anca Grigoraș Elisabeta Turcu Paula Ioan Marcela Păunescu         | meerkamp team (v)        | 6e        | vloer: 4de met 91,85 punten sprong: 6de met 90,40 punten brug: 8ste met 90,80 punten balk: 7de met 87,65 punten totaal: 360,70 punten |

### Volleybal
| Olympiër | Discipline | Resultaat | Prestatie |
| --- | ---------- | --------- | --- |
| Gabriel Udişteanu Gyula Bartha Cornel Oros Laurențiu Dumănoiu William Schreiber Cristian Ion Marian Stamate Mircea Codoi Romeo Enescu Stelian Moculescu Viorel Bălaj | mannen     | 5e        | groep B: 3de V van Japan: 0-3 (4-15, 5-15, 6-15) W van Bondsrepubliek Duitsland: 3-0 (15-9, 15-1, 15-8) V van Brazilië: 2-3 (16-18, 15-11, 7-15, 15-11, 12-15) W van Cuba: 3-0 (15-7, 17-15, 15-13) V van DDR: 0-3 (10-15, 12-15, 7-15) 5-8ste plek: W van Zuid-Korea: 3-0 (15-12, 15-7, 15-8) 5-6de plek: W van Tsjecho-Slowakije: 3-1 (8-15, 15-7, 15-10, 16-14) |

| Groep B |          |             |             |             |             |             |             |        |        |        |        |
| #       | Land     | Wedstrijden | Wedstrijden | Wedstrijden | Wedstrijden | Wedstrijden | Wedstrijden | Punten | Punten | Punten | Punten |
| #       | Land     | G           | W           | V           | SW          | SV          | SR          | SPW    | SPL    | Saldo  | Punten |
| 1       | Japan    | 5           | 5           | 0           | 15          | 0           | +15         | 225    | 95     | +130   | 17     |
| 2       | DDR      | 5           | 4           | 1           | 12          | 4           | +8          | 200    | 162    | +38    | 16     |
| 3       | Roemenië | 5           | 2           | 2           | 8           | 9           | −1          | 201    | 213    | −12    | 16     |
| 4       | Brazilië | 5           | 2           | 3           | 9           | 13          | −4          | 273    | 280    | −7     | 15     |
| 5       | Cuba     | 5           | 2           | 3           | 6           | 13          | −7          | 212    | 254    | −42    | 15     |
| 6       | GDR      | 5           | 0           | 5           | 4           | 15          | −11         | 163    | 270    | −107   | 13     |

| Ronde       | Datum   | Plaats            | Land | Score                    | Land |
| ----------- | ------- | ----------------- | ---- | ------------------------ | ---- |
| Groepsfase  |         |                   |      |                          |      |
| 28 augustus | München | Japan             | 3-0  | Roemenië                 |      |
| 30 augustus | München | Roemenië          | 3-0  | Bondsrepubliek Duitsland |      |
| 1 september | München | Brazilië          | 3-2  | Roemenië                 |      |
| 3 september | München | Roemenië          | 3-0  | Cuba                     |      |
| 6 september | München | DDR               | 3-0  | Roemenië                 |      |
| 5-8ste plek |         |                   |      |                          |      |
| 8 september | München | Zuid-Korea        | 0-3  | Roemenië                 |      |
| 5-6de plek  |         |                   |      |                          |      |
| 9 september | München | Tsjecho-Slowakije | 1-3  | Roemenië                 |      |

### Waterpolo
| Olympiër | Discipline | Resultaat | Prestatie |
| --- | ---------- | --------- | --- |
| Iosif Culiniak Corneliu Fratila Serban Huber Radu Lazar Bogdan Mihailescu Gruia Novae Dinu Popescu Viorel Rus Claudiu Rusu Cornel Rusu Gheorghe Zamfirescu | mannen     | 5e        | groep A: 4de V van Verenigde Staten: 3-4 V van Joegoslavië: 7-8 V van Cuba: 3-4 W van Canada: 16-4 W van Mexico: 9-6 7-12de plaats: 2de W van Spanje: 7-4 W van Bulgarije: 4-3 G van Nederland: 5-5 W van Australië: 5-3 |

| Groep A |                  |             |             |             |             |        |        |        |        |
| #       | Land             | Wedstrijden | Wedstrijden | Wedstrijden | Wedstrijden | Punten | Punten | Punten | Punten |
| #       | Land             | G           | W           | G           | V           | V      | T      | Saldo  | Punten |
| 1       | Verenigde Staten | 5           | 5           | 0           | 0           | 31     | 18     | +13    | 10     |
| 2       | Joegoslavië      | 5           | 4           | 0           | 1           | 35     | 24     | +11    | 8      |
| 3       | Cuba             | 5           | 3           | 0           | 2           | 28     | 23     | +5     | 6      |
| 4       | Roemenië         | 5           | 2           | 0           | 3           | 38     | 26     | +12    | 4      |
| 5       | Mexico           | 5           | 1           | 0           | 4           | 25     | 30     | −5     | 2      |
| 6       | Canada           | 5           | 0           | 0           | 5           | 14     | 50     | −36    | 0      |

| Ronde       | Datum   | Plaats   | Land | Score            | Land |
| ----------- | ------- | -------- | ---- | ---------------- | ---- |
| Groepsfase  |         |          |      |                  |      |
| 27 augustus | München | Roemenië | 3-4  | Verenigde Staten |      |
| 28 augustus | München | Roemenië | 7-8  | Joegoslavië      |      |
| 29 augustus | München | Roemenië | 3-4  | Cuba             |      |
| 30 augustus | München | Roemenië | 16-4 | Canada           |      |
| 31 augustus | München | Roemenië | 9-6  | Mexico           |      |

| Groep 7-12de plaats |           |             |             |             |             |        |        |        |        |
| #                   | Land      | Wedstrijden | Wedstrijden | Wedstrijden | Wedstrijden | Punten | Punten | Punten | Punten |
| #                   | Land      | G           | W           | G           | V           | V      | T      | Saldo  | Punten |
| 1                   | Nederland | 5           | 4           | 1           | 0           | 29     | 25     | +4     | 9      |
| 2                   | Roemenië  | 5           | 4           | 1           | 0           | 25     | 18     | +7     | 7      |
| 3                   | Cuba      | 5           | 2           | 1           | 2           | 23     | 24     | −1     | 7      |
| 4                   | Spanje    | 5           | 2           | 0           | 3           | 24     | 20     | +4     | 4      |
| 5                   | Bulgarije | 5           | 0           | 2           | 3           | 15     | 17     | −2     | 2      |
| 6                   | Australië | 5           | 0           | 1           | 4           | 18     | 27     | −9     | 1      |

| Ronde       | Datum   | Plaats   | Land | Score     | Land |
| ----------- | ------- | -------- | ---- | --------- | ---- |
| Groepsfase  |         |          |      |           |      |
| 1 september | München | Roemenië | 7-4  | Spanje    |      |
| 2 september | München | Roemenië | 4-3  | Bulgarije |      |
| 3 september | München | Roemenië | 5-5  | Nederland |      |
| 4 september | München | Roemenië | 5-3  | Australië |      |

### Wielersport
| Olympiër      | Discipline       | Resultaat | Prestatie |
| ------------- | ---------------- | --------- | --------- |
| Teodor Vasile | wegwedstrijd (m) | 60e       | 4:17.09   |

### Worstelen
| Olympiër           | Discipline  | Resultaat   | Prestatie |
| Vrije stijl        | Vrije stijl | Vrije stijl | Vrije stijl |
| ------------------ | ----------- | ----------- | --- |
| Ion Arapu          | -48kg (m)   | 5e          | 1ste ronde: V van JPN Umeda: beslissing 2de ronde: W van GDR Möbius: beslissing 3de ronde: W van FRG Lacour: val 4de ronde: V van URS Baygın: beslissing                                                                                   |
| Petre Ciarnău      | -52kg (m)   | 5e          | 1ste ronde: W van PRK Kim: beslissing 2de ronde: W van GUA Piñeda: val 3de ronde: vrij 4de ronde: W van AUS Kinsela: beslissing 5de ronde: G van URS Alakhverdiyev 6de ronde: V van JPN Kato: beslissing                                   |
| Nicolae Dumitru    | -57kg (m)   | 14e         | 1ste ronde: W van RCO Hsu: val 2de ronde: V van USA Sanders: val 3de ronde: V van CUB Ramos: beslissing |
| Petre Coman        | -62kg (m)   | 6e          | 1ste ronde: W van PER Hurtado: val 2de ronde: W van GBR Dawes: val 3de ronde: W van CAN Bolger: val 4de ronde: V van BUL Krastev: beslissing 5de ronde: V van TUR Akdağ: beslissing                                                        |
| Petre Poalelungi   | -68kg (m)   | 7e          | 1ste ronde: W van TCH Engel: beslissing 2de ronde: W van MEX Ruz: val 3de ronde: W van GDR Schröder: beslissing 4de ronde: V van URS Ashuraliyev: val                                                                                      |
| Ludovic Ambruș     | -74kg (m)   | 7e          | 1ste ronde: V van URS Gusov: beslissing 2de ronde: W van AUS Akers: beslissing 3de ronde: W van IND Singh: val 4de ronde: V van FRA Robin: beslissing                                                                                      |
| Vasile Iorga       | -82kg (m)   | Brons       | 1ste ronde: W van FRA Bouchoule: beslissing 2de ronde: W van ARG Blanco: val 3de ronde: W van IRI Hagilou: val 4de ronde: W van SUI Martinetti: val 5de ronde: V van USA Peterson: beslissing 6de ronde: V van URS Tediashvili: beslissing |
| Ion Marton         | -90kg (m)   | 17e         | 1ste ronde: V van CUB Morgan: beslissing 2de ronde: V van KOR Gwak: beslissing |
| Enache Panait      | -100kg (m)  | 5e          | 1ste ronde: W van SEN N'Diaye: val 2de ronde: W van CAN Geris: beslissing 3de ronde: W van SUI Jutzeler: val 4de ronde: V van MGL Bayanmönkh: val 5de ronde: V van URS Yarygin: val                                                        |
| Ștefan Stîngu      | +100kg (m)  | 7e          | 1ste ronde: vrij 2de ronde: G van POL Makowiecki 3de ronde: V van GDR Germer: beslissing 4de ronde: V van URS Miadved: val |
| Grieks-Romeins     |             |             | |
| Gheorghe Berceanu  | -48kg (m)   | Goud        | 1ste ronde: W van HUN Seres: val 2de ronde: W van URS Zubkov: val 3de ronde: W van SWE Svensson: val 4de ronde: W van GDR Drechsel: beslissing 5de ronde: vrij 6de ronde: W van IRI Aliabadi: beslissing                                   |
| Gheorghe Stoiciu   | -52kg (m)   | 14e         | 1ste ronde: W van HUN Doncsecz: gediskwalificeerd 2de ronde: W van FRG Huber: beslissing 3de ronde: V van YUG Marinko: val |
| Ion Baciu          | -57kg (m)   | 6e          | 1ste ronde: W van PHI Famatid: val 2de ronde: W van SWE Lindholm: beslissing 3de ronde: W van YUG Čović: beslissing 4de ronde: W van JPN Yamamoto: beslissing 5de ronde: V van BUL Traykov: beslissing                                     |
| Ion Păun           | -62kg (m)   | 6e          | 1ste ronde: vrij 2de ronde: W van USA Hazewinkel: beslissing 3de ronde: W van YUG Koletić: beslissing 4de ronde: G van GDR Wehling 5de ronde: V van JPN Fujimoto: beslissing                                                               |
| Simion Popescu     | -68kg (m)   | 19e         | 1ste ronde: G van POL Supron 2de ronde: V van URS Khisamutdinov: val |
| Marcel Vlad        | -74kg (m)   | 15e         | 1ste ronde: V van SWE Karlsson: beslissing 2de ronde: V van YUG Kecman: beslissing |
| Ion Gabor          | -81kg (m)   | 5e          | 1ste ronde: W van SUI Martinetti: val 2de ronde: W van FRA Bouchoule: beslissing 3de ronde: G van NOR Barlie 4de ronde: G van TCH Janota 5de ronde: V van URS Nazarenko: val                                                               |
| Nicolae Neguț      | -90kg (m)   | 6e          | 1ste ronde: G van URS Rezantsev 2de ronde: W van JPN Tani: val 3de ronde: G van NOR Øverby 4de ronde: V van YUG Čorak: beslissing |
| Nicolae Martinescu | -100kg (m)  | Goud        | 1ste ronde: W van JPN Saito: beslissing 2de ronde: vrij 3de ronde: W van BUL Ignatov: beslissing 4de ronde: W van GDR Albrecht: beslissing 5de ronde: V van HUN Kiss: beslissing                                                           |
| Victor Dolipschi   | +100kg (m)  | Brons       | 1ste ronde: V van URS Roshchin: beslissing 2de ronde: W van POL Wojda: val 3de ronde: W van FRG Dietrich: val 4de ronde: W van HUN Csatári: val 5de ronde: G van BUL Tomov 6de ronde: V van URS Roshchin: val                              |

### Zwemmen
| Olympiër      | Discipline           | Resultaat | Prestatie                |
| ------------- | -------------------- | --------- | ------------------------ |
| Marian Slavic | 100m vrije slag (m)  | 33e       | serie 7: 6de in 55,35    |
| Marian Slavic | 200m vrije slag (m)  | 24e       | serie 5: 4de in 2.00,23  |
| Eugen Almer   | 1500m vrije slag (m) | 39e       | serie 3: 6de in 17.49,80 |
| Marian Slavic | 200m wisselslag (m)  | 32e       | serie 3: 5de in 2.19,98  |
|               |                      |           |                          |
| Anca Groza    | 200m vlinderslag (v) | 19e       | serie 1: 3de in 2.30,32  |

Afghanistan · Albanië · Algerije · Amerikaanse Maagdeneilanden · Argentinië · Australië · Bahama's · Barbados · België · Bermuda · Birma · Bolivia · Bondsrepubliek Duitsland · Brazilië · Brits-Honduras · Bulgarije · Canada · Ceylon · Chili · Colombia · Congo-Brazzaville · Costa Rica · Cuba · Dahomey · Denemarken · Dominicaanse Republiek · Duitse Democratische Republiek · Ecuador · Egypte · El Salvador · Ethiopië · Fiji · Filipijnen · Finland · Frankrijk · Gabon · Ghana · Griekenland · Groot-Brittannië · Guatemala · Guyana · Haïti · Hongarije · Hongkong · Ierland · IJsland · India · Indonesië · Iran · Israël · Italië · Ivoorkust · Jamaica · Japan · Joegoslavië · Kameroen · Kenia · Khmerrepubliek · Koeweit · Lesotho · Libanon · Liberia · Liechtenstein · Luxemburg · Madagaskar · Malawi · Maleisië · Mali · Malta · Marokko · Mexico · Monaco · Mongolië · Nederland · Nederlandse Antillen · Nepal · Nicaragua · Nieuw-Zeeland · Niger · Nigeria · Noord-Korea · Noorwegen · Oeganda · Oostenrijk · Opper-Volta · Pakistan · Panama · Paraguay · Peru · Polen · Portugal · Puerto Rico · Roemenië · San Marino · Saoedi-Arabië · Senegal · Singapore · Soedan · Somalië · Sovjet-Unie · Spanje · Suriname · Swaziland · Syrië · Taiwan · Tanzania · Thailand · Togo · Trinidad en Tobago · Tsjaad · Tsjecho-Slowakije · Tunesië · Turkije · Uruguay · Venezuela · Verenigde Staten · Vietnam · Zambia · Zuid-Korea · Zweden · Zwitserland